# Ausgangssperre
Der Begriff Ausgangssperre bezeichnet das politisch, militärisch oder polizeilich für eine unbestimmte Vielzahl von Personen angeordnete Verbot, öffentliches Gelände wie Straßen oder Plätze zu betreten (Betretungsverbot) beziehungsweise das Haus, die Wohnung oder die Kaserne zu verlassen und zu bestimmten Zeiten auszugehen (Ausgehverbot). Es stellt eine Beschränkung der Freiheit der Person dar. Für unterschiedlich definierte Schlüsselpersonen (mit systemrelevanten bzw. systemkritischen Berufen) gibt es regelmäßig Ausnahmen von der Sperre.
Ausgangssperren sind nach Volker Boehme-Neßler in Diktaturen und autoritären Regimen ein probates Mittel der Politik. Sie dienen dazu, das Verhalten der Bevölkerung zu kontrollieren. Um sie wirklich durchzusetzen, brauche es in letzter Konsequenz massive staatliche Gewalt. Staatsgewalt in dieser Dimension gegen die Bevölkerung einzusetzen, sei in einer Demokratie nicht möglich. Deshalb seien in Demokratien Ausgangssperren eher verpönt und würden als untaugliches Mittel gelten, um das Verhalten der Bevölkerung konsequent zu steuern.
Zur Unterscheidung von Ausgangssperren mit ausnahmslosem Ausgehverbot und der Situation, in der es (weitreichende) Möglichkeiten gibt, das Haus zu verlassen, sprachen die österreichische Bundesregierung und die Bayerische Staatsregierung im Zusammenhang mit der COVID-19-Pandemie von Ausgangsbeschränkungen. Diese sprachliche Differenzierung wurde in Folge von anderen Bundesländern übernommen. Der Bayerische Verwaltungsgerichtshof differenzierte ähnlich in einer Entscheidung.
Ergänzend zu Ausgangssperren können Abriegelungen verordnet oder eingerichtet werden, um eine Ausgangssperre durchzusetzen oder zu kontrollieren. Personen, Güter und – je nach Schadenslage – Informationen sollen den abgeriegelten Bereich nicht oder nur gegen Nachweis der Notwendigkeit betreten oder verlassen können. Je nach Situation kann eine Abriegelung für eine Region oder für einzelne Ortschaften erfolgen. Auch die Dauer der Abriegelung kann von einem kurzfristigen Ereignis (zum Beispiel Amoklauf) bis hin zu einem mehrere Wochen oder Monate andauernden Zustand variieren (z. B. im Krieg, im Ausnahmezustand oder im Katastrophenfall). Eine Abriegelung ist in der Regel in beiden Richtungen wirksam, als Ausreisesperre und als Einreisesperre.
Eine relativ milde Variante der Einschränkung der Freizügigkeit besteht darin, Bewohnern eines Gebietes zu verbieten, sich weiter als eine bestimmte Zahl von Kilometern von ihrem Wohnsitz, ihrem Wohnort oder der Gebietskörperschaft, in der sie wohnen (z. B. in Deutschland in einem Landkreis), zu entfernen. Aus dieser Regelung ergibt sich der individuelle Bewegungsradius eines Einwohners.

## Etymologie
Die englische Entsprechung curfew leitet sich ursprünglich aus dem französischen couvre-feu (französisch: couvrir = zudecken; feu = Feuer, Herdfeuer) her, womit dort das abendliche Abdecken der Feuerstelle bezeichnet wurde. Um Brände zu vermeiden, musste abends nach einem entsprechenden Glockenzeichen das Feuer gelöscht werden. Im Weiteren wurde der Begriff couvre-feu zu einem Synonym für Alarm, Zapfenstreich, Sperrstunde oder Verdunkelung. In beiden Sprachgebieten ist dieser Sachverhalt in seiner Bedeutung also deutlich weiter gefasst als die deutsche Ausgangssperre. Zum Beispiel werden das Abendläuten, die Pflicht für Au-pair-Personen, um 22 Uhr wieder zu Hause zu sein (Nach-Hause-komm-Zeit), oder das nächtliche Start- und Landeverbot auf Flughäfen zur Einhaltung der Nachtruhe ebenfalls als curfew bezeichnet. Ebenso werden im amerikanischen Baseball in der American League manchmal bestimmte Spielzüge ab 1 Uhr Ortszeit nach der Curfew-Regel verboten.

## Kollektive Beschränkungen
Typischerweise betrifft die Ausgangssperre eine unbestimmte Vielzahl von Personen.

### Notstand
Hauptanwendungsfall für eine Ausgangssperre ist eine Notlage wie Krieg, Okkupation, Aufstände, Terrorismus, ein betrieblicher Störfall, eine Epidemie oder eine Naturkatastrophe; ggf. wird diese Notlage förmlich festgestellt („Ausnahmezustand“). Die Ausgangssperre dient dem Schutz vor Gefährdung durch von ihr Betroffene (Beispiele Aufstände, medizinische Isolierung) oder dem Schutz Betroffener vor Gefährdung (Beispiele Störfall, Umkehrisolierung), wobei auch beide Aspekte zusammentreffen können. Oft geht es um die Verhinderung von Plünderungen.
Eine Ausgangssperre kann zeitlich, räumlich oder personal begrenzt sein. Ist sie darüber hinaus durch weitreichende Ausnahmen sachlich begrenzt (z. B. für Fahrten zur Arbeit, Einkaufen, Notfallhilfe, Beerdigungen, Arztbesuche, Haustierversorgung), spricht man eher von Ausgangsbeschränkungen. Berechtigte Personen können mit Passierscheinen ausgestattet werden.
In Deutschland gab es beispielsweise nächtliche Ausgangssperren in der unmittelbaren Nachkriegszeit 1945/46 und Ausgangsbeschränkungen in einigen Bundesländern bei der COVID-19-Pandemie 2020.
Eine spezifische rechtliche Eingriffsgrundlage besteht in Deutschland beim Bevölkerungsschutz (Aufenthaltsregelung, § 10 ZSKG). Anderes Beispiel für eine Rahmenregelung: Curfew Act 1987 in Papua-Neuguinea.

### Mögliche negative Folgen
Die wirtschaftlichen Folgen einer Ausgangssperre sind deutlich abzugrenzen von denen einer Stilllegung (englisch: shutdown), sie hängen von ihrer (tages-)zeitlichen Dauer und von ihrem Umfang ab. Befürchtet werden Rezessionen oder sogar Depressionen.

### Jugendkriminalität
Zur Vorbeugung gegen Jugendkriminalität werden in den USA und anderen Staaten seit Mitte des 19. Jahrhunderts teilweise nächtliche Ausgangssperren für Jugendliche verhängt (sog. juvenile curfews). Die Regelungskompetenz liegt meist bei den Gemeinden; bisweilen existieren auch bundesstaatliche Gesetze.

### Allgemeine soziale Kontrolle
In eher traditionellen Gesellschaften können Ausgangssperren unabhängig von einer konkreten Gefährdungslage der sozialen Kontrolle dienen. So gibt es im Pazifikstaat Tokelau generell eine abendliche Ausgangssperre zur Gebetszeit und eine nächtliche Ausgangssperre, für Kinder ab 21 Uhr, für Erwachsene ab 23 Uhr.

## Individuelle Beschränkungen
Individuelle Beschränkungen der persönlichen Freiheit wie z. B. Hausarrest werden im Allgemeinen nicht als Ausgangssperre bezeichnet. Eine Ausnahme hiervon besteht insbesondere im Wehrrecht.

## Wehrrecht
Die Ausgangssperre ist eine Disziplinarstrafe im schweizerischen Militärstrafrecht (Art. 187 MStG). Mit der Ausgangssperre wird dem Fehlbaren verboten, den vom Kommandanten bezeichneten Unterkunftsbereich, außer zu dienstlichen Zwecken, zu verlassen. Der Besuch von Kantinen oder vergleichbaren Einrichtungen ist untersagt. Einschließung sowie Unterbringung in einem Arrestlokal sind hingegen nicht Teil einer Ausgangssperre. Die Ausgangssperre kann nur während des besoldeten Militärdienstes oder während des Friedensförderungsdienstes ausgesprochen und vollzogen werden; deshalb kann eine Ausgangssperre nur selten von den Organen der Militärjustiz verhängt werden, sondern in der Regel vom Kommandanten. Die Ausgangssperre kann für einen Zeitraum von 3 bis höchstens 15 Tagen verfügt werden. Allgemeiner Urlaub wird von der Ausgangssperre nicht betroffen. Der Vollzug beginnt mit der Rechtskraft der Disziplinarstrafverfügung. Andere Disziplinarstrafen sind eine Busse sowie Arrest. Letzterer schließt eine Ausgangssperre implizit mit ein.
Die Ausgangsbeschränkung ist eine einfache Disziplinarmaßnahme im deutschen Wehrdisziplinarrecht (§ 25 WDO).
Das Ausgangsverbot ist eine Disziplinarstrafe im österreichischen Heeresdisziplinarrecht (§§ 48, 80 HDG 2014).

## Ausgangsbeschränkungen infolge der COVID-19-Pandemie
Neben Maßnahmen zur Absonderung Erkrankter (Isolierung) und Übertragungsverdächtiger (Quarantäne) wurden bereits zu Beginn der COVID-19-Pandemie in zahlreichen Staaten allgemeine Ausgangsbeschränkungen verhängt, darunter in Europa etwa in England, Frankreich, Italien und Spanien, beispielsweise aber nicht in Dänemark oder der Schweiz. Außerhalb Europas existierten Ausgangssperren beispielsweise in Kalifornien und Südafrika. Neben den hier behandelten Ausgangsbeschränkungen gab es auch Beschränkungen der Freizügigkeit (z. B. Einschränkungen des Bewegungsradius auf 15 Kilometer).

### Deutschland

#### 1. Welle: Ausgangsbeschränkungen aufgrund Generalklausel
Die ersten Ausgangsbeschränkungen wurden mangels spezieller Rechtsgrundlage auf die Generalklausel des § 28 IfSG gestützt. So erließ der Landkreis Tirschenreuth in Bayern am 18. März 2020 für die Stadt Mitterteich eine als „Ausgangssperre“ bezeichnete Allgemeinverfügung mit Ausnahmetatbeständen; weitere Landkreise folgten. Am 20. März 2020 erließen Bayern und das Saarland ebenfalls per Allgemeinverfügung landesweite „vorläufige Ausgangsbeschränkungen“.

Frühjahr 2020
nur Kontaktbeschränkungen
Ausgangsbeschr. bis KW 17
Ausgangsbeschr. bis KW 19

Auf der dritten coronabedingten Bund-Länder-Konferenz am 22. März 2020 verständigten sich die Ministerpräsidenten und Bundeskanzlerin Merkel auf eine Erweiterung der bereits am 12. März beschlossenen Leitlinien zur Beschränkung sozialer Kontakte (räumliche Distanzierung: Abstandsgebot; Beschränkung der Personenzahl bei Zusammenkünften). Diese nicht rechtsverbindlichen Leitlinien setzten die Länder rechtsverbindlich um.
Von der Rechtsform her geschah dies anfangs teilweise noch durch Allgemeinverfügungen, doch bestanden ab dem 3. April 2020 überall Rechtsverordnungen. Inhaltlich gingen sechs Länder über die vereinbarten Kontaktbeschränkungen hinaus und erließen landesweite Ausgangsbeschränkungen (unter verschiedenen Benennungen), indem sie für das Verlassen der eigenen Wohnung einen spezifischen („triftigen“) Grund verlangten und dabei Regelbeispiele für Ausnahmen vorsahen. Dies waren weiterhin
Bayern
und das Saarland,
außerdem Sachsen
Berlin,
Brandenburg
und Sachsen-Anhalt.
Sachsen wechselte zum 20. April auf das Modell der Kontaktbeschränkung,
Berlin zum 22. April,
das Saarland und Sachsen-Anhalt zum 4. Mai (wobei in Sachsen-Anhalt das Verlassen der eigenen Häuslichkeit ohne triftigen Grund für sich allein ohnehin nicht bußgeldbewehrt war),
Bayern zum 6. Mai
und Brandenburg zum 9. Mai.

##### Exkurs: Verordnung vs. Allgemeinverfügung
Vom Prinzip her trifft die Verordnung eine generell-abstrakte Regelung für eine Vielzahl von Personen und Sachverhalten, die personenbezogene Allgemeinverfügung eine generell-konkrete Regelung für einen jedenfalls bestimmbaren Personenkreis in einem konkreten Sachverhalt. Die Verordnung gilt mit Inkrafttreten, doch auch die Allgemeinverfügung ist sofort vollziehbar; Widerspruch und Anfechtungsklage haben keine aufschiebende Wirkung (§ 28 Abs. 3 i. V. m. § 16 Abs. 8 IfSG, § 80 Abs. 2 VwGO). Verstöße sind in beiden Fällen bußgeldbewehrt, wobei die Verordnung auf die Bußgeldvorschrift des IfSG verweisen muss (§ 73 Abs. 1a Nr. 24 bzw. Nr. 6 IfSG). Bei wiederholten Verstößen ist zur Durchsetzung einer Ausgangsbeschränkung auch eine Ingewahrsamnahme möglich; Rechtsgrundlage hierfür bilden die Polizeigesetze der Länder in Verbindung mit den §§ 415 ff. FamFG (Freiheitsentziehungssache).
Ein Unterschied zwischen Verordnung und Allgemeinverfügung besteht in der Art des Verwaltungsrechtsschutzes: Rechtsschutz gegen eine Verordnung bieten Normenkontrollantrag vor dem OVG/VGH nach § 47 VwGO (bzw. in Berlin und Hamburg, wo dieser nicht vorgesehen ist, Feststellungsklage vor dem VG, §§ 43, 45 VwGO) und einstweilige Anordnung (§ 47 Abs. 6 bzw. § 123 VwGO); Rechtsschutz gegen eine Allgemeinverfügung dagegen ggf. Widerspruch (§ 68 VwGO), Anfechtungsklage (§ 42 VwGO) und Antrag auf Anordnung der aufschiebenden Wirkung (§ 80 VwGO). In Verfahren des vorläufigen Rechtsschutzes (einstweilige Anordnung bzw. Anordnung der aufschiebenden Wirkung) findet statt einer eingehenden nur eine summarische Prüfung der Rechtmäßigkeit und ggf. eine Folgenabwägung statt. Der Rechtsschutz gegen eine Verordnung wirkt gegenüber allen, der Rechtsschutz gegen eine Allgemeinverfügung nur gegenüber dem Rechtsmittelführer.
Im Bußgeldverfahren kann die Allgemeinverfügung nur auf schwerwiegende Fehler hin überprüft werden (Nichtigkeit nach § 44 VwVfG).

#### 2. Welle: Ausgangsbeschränkungen aufgrund epidemischer Lage
Im Zusammenhang mit der ab März 2020 vom Bundestag festgestellten epidemischen Lage von nationaler Tragweite wurde im November 2020 in § 28a IfSG ein bundeseinheitlicher Katalog als Rechtsgrundlage für mögliche Maßnahmen aufgenommen. Spätestens jetzt wurden Ausgangsbeschränkung und Kontaktbeschränkung zu Rechtsbegriffen, wobei die Aufzählung in § 28a IfSG zeigt, dass die Kontaktbeschränkung im Rechtssinn seitdem beispielsweise keine ebenfalls der Kontaktreduzierung dienenden Maßnahmen wie Abstandsgebot oder Beschränkung des Betriebs von Einrichtungen (Lockdown), sondern im Wesentlichen nur private Zusammenkünfte im öffentlichen oder privaten Raum erfasst (siehe auch später § 28b Abs. 1 Satz 1 Nr. 1 IfSG).
Die neue Rechtsgrundlage wurde von Ländern und Landkreisen genutzt (siehe auch Beschluss der Bund-Länder-Konferenz am 13. Dezember 2020). Es gab wieder landesweite ganztägige Ausgangsbeschränkungen durch Landesverordnungen (z. B. in Baden-Württemberg, Bayern, Berlin, Brandenburg, Sachsen, Thüringen), daneben kreisweite nächtliche Ausgangsbeschränkungen durch Allgemeinverfügungen der Kreise (z. B. Baden-Württemberg, Hessen, Nordrhein-Westfalen), aber auch durch Kreisverordnungen (Sachsen-Anhalt).

#### 3. Welle: Lokale nächtliche Beschränkungen und Bundesnotbremse
Der Übergang zur dritten Welle (siehe auch Beschluss der Bund-Länder-Konferenz am 22. März 2021) brachte zunehmend lokale nächtliche Ausgangsbeschränkungen durch Allgemeinverfügungen der Kreise (z. B. auch in Bremen, Niedersachsen, Rheinland-Pfalz) oder Landesverordnungen (Bayern, Mecklenburg-Vorpommern), landesweite nächtliche Ausgangsbeschränkungen (Hamburg), aber auch weiterhin landesweite ganztägige Ausgangsbeschränkungen (vgl. oben). Die damit einhergehende Zersplitterung, verstärkt durch gegensätzliche Gerichtsentscheidungen, führte zur sogenannten Bundesnotbremse vom 23. April bis 30. Juli 2021 (§ 28b IfSG) mit selbstvollziehenden infektionsinzidenzabhängigen Kontaktbeschränkungen und ebensolchen kreisweiten nächtlichen Ausgangsbeschränkungen durch Bundesgesetz der schwarz-roten Koalition.

#### 4. Welle: Ausschluss von Ausgangsbeschränkungen
In der vierten Welle wurden im Zusammenhang mit dem Ende der epidemischen Lage von nationaler Tragweite durch die Parteien der neuen Ampelkoalition Ausgangsbeschränkungen bundesgesetzlich ausgeschlossen (§ 28a Abs. 7 IfSG), auch für den Fall der Feststellung einer entsprechenden Lage auf Landesebene (§ 28a Abs. 1 Satz 1 Nr. 1 IfSG). Übergangsweise blieben nur solche Regelungen zu Ausgangsbeschränkungen aufrechterhalten, die bis zum 25. November 2021 in Kraft getreten waren (§ 28a Abs. 9 IfSG); das betrifft nächtliche Ausgangsbeschränkungen für nicht-immunisierte Personen in Baden-Württemberg, Brandenburg und Thüringen.

#### Rechtliche Bewertung
Am 19. November 2021 erklärte das Bundesverfassungsgericht die Ausgangs- und Kontaktbeschränkungen der Bundesnotbremse für rechtmäßig. Die Ausgangsbeschränkungen bedeuteten insbesondere einen Eingriff in das Grundrecht auf Freiheit der Person, aber keine Freiheitsentziehung:Rn. 239–252 und auch keinen Eingriff in die Freizügigkeit. Das Gericht gestand dem Gesetzgeber einen weitgehenden Einschätzungs-, Prognose- und Gestaltungsspielraum zu. Im Übrigen aber sind viele rechtliche Detailfragen zu den Ausgangsbeschränkungen auch nach zwei Jahren nicht abschließend geklärt. Das betrifft zum einen die Handlungsform der Allgemeinverfügung, zum anderen Verhältnismäßigkeit und Bestimmtheit der getroffenen Regelungen.
Bei der Allgemeinverfügung stellte sich die Frage, ob denn ein einheitlicher Lebenssachverhalt zugrunde lag. Es dürfte sich hierbei um eine Frage der materiellen Rechtmäßigkeit der Allgemeinverfügung handeln, die zwar ihre Form betrifft, aber eben nach dem materiellen Sachverhalt zu entscheiden ist. Jedenfalls soweit die Infektionslage im geregelten räumlichen Bereich (ggf. auch Teilgebiet der erlassenden Körperschaft) einheitlich zu beurteilen und die Regelung nicht allzu lang befristet ist, dürfte eine Ausgangsbeschränkung durch Allgemeinverfügung zulässig gewesen sein, die Verwaltung mithin ein Wahlrecht zwischen Verordnung und Allgemeinverfügung gehabt haben.
Bei der Verhältnismäßigkeit der getroffenen Regelungen ging es vor allem um die Erforderlichkeit. Fraglich war beispielsweise, ob Kontaktbeschränkungen als milderes Mittel Ausgangsbeschränkungen unzulässig machen. Wenn aber Kontaktbeschränkungen ernsthaft durchgesetzt werden, dürften sie kein milderes Mittel darstellen.:Rn. 285 Weiter war fraglich, ob die Ausnahmekataloge bei den Ausgangsbeschränkungen zu eng waren. Dies betraf z. B. das Verlassen der Wohnung allein oder mit Angehörigen des eigenen Hausstands, auch zum bloßen Verweilen im Freien. Des Weiteren wurde die Bestimmtheit getroffener Regelungen im Einzelfall verneint.
Insgesamt gesehen dürften sachliche Ausnahmen, Beschränkung auf die Nachtzeit, Befristung, Inzidenzabhängigkeit, Regionalisierung und Ausnahmen für Geimpfte/Genesene zur Verhältnismäßigkeit beigetragen haben.:Rn. 299–303 Andererseits konnte der Eindruck entstehen, dass nahezu jeder sachliche Grund geeignet war, das Verlassen der Wohnung zu rechtfertigen, so dass von den Ausgangsbeschränkungen möglicherweise eher eine Signalwirkung als eine echte Regelungswirkung ausging.
Anders wurden dagegen die vor der Bundesnotbremse von den Bundesländern durchgeführten Maßnahmen bewertet. Am 4. Oktober 2021 erklärte der Bayerische Verwaltungsgerichtshof die Ausgangsbeschränkungen in der vom 28. März bis 19. April 2020 verordneten Fassung für unwirksam. Die Revision wurde zugelassen. Das Bundesverwaltungsgericht entschied durch Urteil vom 22. November 2022, dass die Beschränkungen bzgl. des Verlassens der eigenen Wohnung mit dem Grundsatz der Verhältnismäßigkeit nicht vereinbar waren.

### Österreich
Im Zeitraum der 1. Welle verbot § 1 der Verordnung gemäß § 2 Z 1 des COVID-19-Maßnahmengesetzes vom 16. März bis zum 30. April 2020 das Betreten öffentlicher Orte mit gewissen Ausnahmen in § 2 der Verordnung. Der Verfassungsgerichtshof stellte jedoch mit Erkenntnis vom 14. Juli 2020 nachträglich fest, dass dieses Verbot gesetzwidrig war, da § 2 des COVID-19-Maßnahmengesetzes nur zur Untersagung des Betretens von bestimmten Orten ermächtigte, nicht zu einem umfassenden Betretungsverbot für öffentliche Orte, das einem allgemeinen Ausgangsverbot gleichkommt.
Nach Änderung des COVID-19-Maßnahmengesetzes im September 2020 ermöglichte dieses auch Ausgangsregelungen, wonach das Verlassen des privaten Wohnbereichs nur zu bestimmten Zwecken zulässig ist; zugleich wurde für den Fall der Zuwiderhandlung eine Verwaltungsübertretung mit Geldstrafe bis zu 1.450 Euro vorgesehen. Im Zeitraum der 2./3. Welle galten vom 3. November 2020 bis 15. Mai 2021 mehrere Schutzmaßnahmen- bzw. Notmaßnahmenverordnungen, wobei Schutzmaßnahmenverordnungen nur nächtliche, Notmaßnahmenverordnungen ganztägige Ausgangsbeschränkungen festlegten.
Die Regelungen zur 4. Welle sahen vom 15. November 2021 bis zum 30. Januar 2022 nurmehr ganztägige Ausgangsbeschränkungen vor; die bloßen Schutzmaßnahmenverordnungen beinhalteten im Gegensatz zur Notmaßnahmenverordnung nun auch Ausnahmen für Personen, die über einen 2G-Nachweis verfügen, und für Kinder bis zum vollendeten zwölften Lebensjahr.
Die reinen Maßnahmenverordnungen zwischen den Wellen enthielten keine Ausgangsbeschränkungen.